# 122 î.Hr.

## Evenimente
- Marcus Fulvius Flaccus și Gaius Gracchus devin tribuni și propun o serie de reforme radicale.